# Беларусь 1
Беларусь 1 — основной государственный телеканал Беларуси.
Телеканал входит в структуру Национальной государственной телерадиокомпании Беларуси. Вещание идёт на белорусском и русском языках. Начало вещания — 1 января 1956 года.

## История
Телеканал начал вещание вечером 1 января 1956 года. Телезрителей встретила диктор канала Тамара Бастун:
Добрый вечер! Поздравляем вас с Новым Годом! Начинаем наши пробные передачи.
Тогда канал вещал только по 2—3 часа в день и только в четверг, пятницу и в субботу.
В 1960-е годы телевещанием было обеспечено 70 % территории Беларуси. Сформировано двухпрограммное телевидение (на базе передач 1-й программы ЦТ Москвы). Объём собственного вещания составлял 718 часов в год, 50 % которого занимали общественно-политические передачи. С середины 60-х началось собственное производство художественных и документальных телефильмов (на базе главной редакции «Телефильм»). В 1962 году с выходом на «Интервидение» начался обмен программами с другими республиками. В 1970—1980-е годы телевещанием было охвачено уже 95 % территории Беларуси. С 1972 года передачи транслировались по 3 программам, в том числе цветные передачи собственного производства (с 1974 года). В 1978 году введён в строй аппаратно-студийный комплекс Белорусского радиотелецентра, позволивший увеличить объём и качество цветного изображения. В январе 1981 года на 6 ТВК вышла самостоятельная белорусская программа, которая не перекрывалась программами из Москвы. По объёму собственной продукции она занимала 6-е место в СССР, а её передачи смотрели 86 % жителей Беларуси. Структура вещания национального телеканала состояла из 3 блоков: информационно-публицистического, научно-познавательного и художественного.
В 1992 году «Белорусская программа» была переименована в «Телевизионный Белорусский канал» («ТБК»). С 1993 года «ТБК» стало полноправным членом Европейского вещательного союза.
В 1995 году было создано Агентство Телевизионных Новостей, производящее для Белорусского телевидения информационно-аналитические программы («Новости», «Панорама», «Резонанс» (до начала 2000-х)), а также документальные фильмы.
В июне 1996 года название «ТБК» было изменено на «Белорусское телевидение» (БТ). С начала 2000-х годов БТ начинает упоминаться в эфире как «Первый национальный телеканал» (это название было присвоено каналу в 2000 году). 26 сентября 2006 «Первый национальный» провёл ребрендинг и сменил свое название, убрав слово «национальный» и тем самым получил новое название – «Первый канал»
В ноябре 2011 года телеканал меняет название на «Беларусь-1», в эфире — новые проекты и графическое оформление. В октябре 2021 года происходят небольшие изменения в оформлении эфира телеканала.
С середины 1990-х годов количество белорусскоязычного контента на канале постепенно уменьшалось. В начале 2000-х годов в эфире БТ на белорусском языке выходили лишь новостные и некоторые другие немногочисленные программы (а также межпрограммное оформление). В феврале 2003 года по заказу Белтелерадиокомпании был проведён опрос, по результатам которого было решено оставить белорусскоязычными только культурологические программы. До 2004 года сохранялось белорусскоязычное оформление канала и некоторых программ, в частности, новостных (заставки, плашки, титры).
Ежедневной информационной программой (выпуском новостей) являются «Новости», еженедельной — «Главный эфир».
30 марта 2018 года телеканал перешёл на вещание в стандарте высокой чёткости (HD).

## Хронология названий телеканала
| Дата                             | Название                |
| -------------------------------- | ----------------------- |
| 1 января 1956 — 26 декабря 1991  | Белорусское телевидение |
| 27 декабря 1991 — 31 мая 1996    | ТБК                     |
| 1 июня 1996 — 25 сентября 2006   | БТ                      |
| 26 сентября 2006 — 4 ноября 2011 | Первый канал            |
| 5 ноября 2011 — настоящее время  | Беларусь-1              |

## Аналоговое вещание (1956—2016)
- Минск — 1 канал
- Витебск — 2 канал
- Гродно — 3 канал
- Сметаничи — 5 канал
- Солигорск — 3 и 11 каналы
- Пинск, Могилёв — 4 канал
- Копыль — 7 канал
- Мядель — 8 канал
- Полоцк — 9 канал
- Гомель, Слоним — 10 канал
- Жлобин — 22 канал
- Воложин — 23 канал
- Мстиславль — 26 канал
- Свислочь — 27 канал
- Осиповичи — 33 канал
- Мозырь — 36 канал

## Цифровое вещание
Телеканал «Беларусь 1» доступен в первом мультиплексе цифрового телевидения Беларуси.

## Критика

### Необъективность и ложные сообщения
«Агентство телевизионных новостей», производящее информационные выпуски и спецпроекты для канала, часто обвиняют в предвзятой проправительственной точке зрения. По мнению критиков, «Беларусь-1» необоснованно тратит большую часть своего эфирного времени на новости правительства, в том числе Александра Лукашенко. Международные эксперты и белорусская оппозиция традиционно называют государственное телевидение одним из важнейших пропагандистских инструментов белорусских властей. Его обвиняют в дезинформации, пропаганде политических репрессий, манипуляциях на выборах и оскорблениях критиков режима Лукашенко.
В апреле 2020 года участники передачи «Клуб редакторов» (главные редакторы крупнейших провластных белорусских СМИ, как правило, осуждающие информационную повестку независимых изданий) возмутились тем, что негосударственные СМИ информируют своих читателей о текущих событиях, включая пандемию коронавируса, иначе, чем государственная пропаганда. Во время передачи зрителям были показаны три скриншота с заголовками новостей издания «Наша Ніва», причём один из них на сайте никогда не публиковался.
В ноябре 2020 года в качестве эксперта по борьбе с COVID-19 в Беларуси пригласила болгарского общественного деятеля, ветеринара по образованию Пламена Паскова (1965 г.р.), обозначив его как вирусолога. Во второй половине 2020 года он также выступал на «Беларусь-1» как «известный болгарский политик и политолог».

### Цензура
Уволившаяся в августе 2020 года на фоне протестов после президентских выборов 2020 года журналист Агентства теленовостей утверждает, что на месте работы существовала серьёзная цензура. Например, существовал список людей, имена которых нельзя упоминать в новостях, включавший оппозиционных политиков, существовал чёрный список экономистов и политологов, у которых нельзя было брать комментарии, не допускалось употребление в сюжетах слов «сталинизм», «культ личности», «ГУЛАГ». Существование цензуры также подтвердил уволившийся тогда же журналист АТН Александр Лучонок.

### Освещениепрезидентских выборов 2020 годаипоследующих протестов
12 июня 2020 года, во время предвыборной кампании, в новостном выпуске телеканала прозвучали утверждающие высказывания по поводу виновности претендента в кандидаты на пост президента Республики Беларусь Виктора Бабарико и задержанных по делу Белгазпромбанка: «удалось собрать убедительные доказательства того, что вышеуказанные лица причастны к масштабной противоправной деятельности». По словам руководительницы «Правовой инициативы» Виктории Фёдоровой, данные заявления недопустимы, грубо нарушают права человека, а также принцип презумпции невиновности, закреплённый в статье 26 Конституции и в статье 16 Уголовно-процессуального кодекса Республики Беларусь.
В дальнейшем в эфире телеканала продолжили выходить сюжеты, направленные на дискредитацию как Виктора Бабарико, так и остальных оппозиционных кандидатов в президенты, а также на создание положительного образа для Лукашенко. В эфир стали выходить всё более агрессивные сюжеты про участников оппозиционных акций протеста: так, в сюжете от 16 октября протестующие журналистом канала были названы «интеллектуально неразвитыми», «змагарьём», «опп-шизой», «белотряпочными», «пушечным мясом недомайдана».
17 августа 2020 года прошли акции протеста и забастовки против итогов президентских выборов в Белоруссии 2020 года. Государственное телевидение также бастовало, «Беларусь 1» показывал сначала пустую студию, а потом повторы старых программ.
21 августа 2020 года в эфире программы «Панорама» было показано видео, на котором участники митинга в Жлобине якобы освистали прибывшую туда Марию Колесникову — протестующие якобы кричали ей «Уходи!». На самом деле на митинге звучала фраза «Лукашенко, уходи!». Министерство информации Республики Беларусь впоследствии прокомментировало ситуацию тем, что «любое СМИ имеет право высказывать свою точку зрения по конкретной ситуации, соблюдая при этом требования законодательства».
Российские сотрудники «Russia Today» заменили белоруских коллег, которые уволились с канала «Беларусь 1» в знак протеста после президентских выборов.
В конце сентября 2020 года в эфире канала были показаны признательные показания от группы людей, которым якобы заплатили координаторы за участие в протестах. По свидетельствам одного из пострадавших, 29 сентября 2020 года в РУВД Первомайского района Минска Николай Карпенков снимал видеоролики, впоследствии и показанные по «Беларусь 1», лично и командовал группой силовиков, которая выбивала ложные показания от группы людей, схваченных ГУБОПиКом, которых побоями и угрозами заставляли сказать на камеру, что им заплатили координаторы.
В новостном выпуске от 2 октября информационный сюжет из Литвы сопровождался титром «бывшая советская республика Литва». Позже глава Белорусского союза журналистов Андрей Кривошеев объяснил «переименование» непризнанием президентами Литвы, Украины и Польши Александра Лукашенко как легитимного президента Беларуси.

### Санкции ЕС, других стран
Сотрудники и топ-менеджеры государственных телевизионных компаний, в том числе и Белтелерадиокомпании, которой принадлежит «Беларусь 1», неоднократно попадали в «Чёрный список ЕС», вносились в список специально обозначенных граждан и заблокированных лиц США, санкционные списки Великобритании, Швейцарии.